# Entraygues-sur-Truyère

Entraygues-sur-Truyère este o comună în departamentul Aveyron din sudul Franței. În 1 ianuarie 2022 avea o populație de 970 de locuitori.